# Карол (залив)
Заливът Карол (на английски: Carroll Inlet) е залив в югоизточната част на море Белингсхаузен, част от акваторията на тихоокеанския сектор на Южния океан, край бреговете на Западна Антарктида, Земя Елсуърт, Бряг Брайан. Ширина на входа 11 km, вдава се на югоизток 74 km. На североизток от него е разположен остров Смайли, на югозапад – полуостров Ридберг, а на югоизток в него се „влива“ шелфовия ледник Стендж. На входа му е разположен малкия остров Кейс, а във вътрешната му част – остров Симс.
Заливът е открит и картиран на базата на направените аерофотоснимки на 22 декември 1940 г. от участниците в американската антарктическа експедиция 1939 – 40 г., възглавявана от адмирал Ричард Бърд и е наименуван в чест на фотографа на експедицията Артър Карол (1907 – 1992), направил първите аерофотоснимки на залива.